# Dovegrove Callows SPA
Dovegrove Callows SPA este o arie protejată (arie de protecție specială avifaunistică — SPA) din Irlanda întinsă pe o suprafață de 124,51 ha, integral pe uscat.

## Localizare
Centrul sitului Dovegrove Callows SPA este situat la coordonatele 53°07′08″N 7°55′58″W / 53.11879°N 7.932706°V.

## Înființare
Situl Dovegrove Callows SPA a fost declarat arie de protecție specială avifaunistică în februarie 2002 pentru a proteja 1 specie de animale.

## Biodiversitate
Situată în ecoregiunea atlantică, aria protejată nu include niciun habitat protejat.
La baza desemnării sitului se află o specie protejată de  păsări: Anser albifrons flavirostris.